# Jezioro Czarne Wielkie
Jezioro Czarne Wielkie – jezioro w Polsce, w województwie pomorskim, w powiecie bytowskim, w gminie Kołczygłowy oraz w gminie Tuchomie.
W gminie Kołczygłowy, w obrębie ewidencyjnym Podgórze, leży większa część jeziora. W granicach gminy Tuchomie, w obrębie ewidencyjnym Kramarzyny, leży jedynie niewielki, wschodni fragment.
Lustro wody położone jest na wysokości 202,3 m n.p.m. Na północnym i południowym brzegu jeziora znajdują się zabudowania Grępna – części wsi Podgórze. Zajmuje powierzchnię 19,7 ha. Głębokość maksymalna osiąga rzędną 7,8 m poniżej lustra wody.
Jezioro usytuowane jest w granicach obszaru mającego znaczenie dla Wspólnoty „Ostoja Masłowiczki” (PLH220062) w ramach sieci obszarów chronionych Natura 2000, wyznaczonego w 2011 na powierzchni 1679,99 ha.